# Đội tuyển bóng đá quốc gia São Tomé và Príncipe
Đội tuyển bóng đá quốc gia São Tomé và Príncipe là đội tuyển cấp quốc gia của São Tomé và Príncipe do Liên đoàn bóng đá São Tomé và Príncipe quản lý.

## Thành tích tại giải vô địch thế giới
- 1930 đến 1990 - Không tham dự
- 1994 - Bỏ cuộc
- 1998 - Không tham dự
- 2002 đến 2006 - Không vượt qua vòng loại
- 2010 - Bỏ cuộc
- 2014 đến 2022 - Không vượt qua vòng loại

## Cúp bóng đá châu Phi
- 1957 đến 1998 - Không tham dự
- 2000 - Không vượt qua vòng loại
- 2002 - Không vượt qua vòng loại
- 2004 - Bỏ cuộc
- 2006 - Không vượt qua vòng loại
- 2008 - Không tham dự
- 2010 - Bỏ cuộc
- 2012 - Không tham dự
- 2013 đến 2025 - Không vượt qua vòng loại

## Đội hình
Đây là đội hình tham dự vòng loại CAN 2021 gặp Nam Phi vào tháng 11 năm 2020.
Số liệu thống kê tính đến ngày 17 tháng 11 năm 2020.

| Số | VT | Cầu thủ           | Ngày sinh (tuổi)  | Trận | Bàn | Câu lạc bộ        |
| -- | -- | ----------------- | ----------------- | ---- | --- | ----------------- |
| 1  | TM | Primo             | 9 tháng 9, 1989   | 8    | 0   | Praia Cruz        |
| 12 | TM | Nilson            | 15 tháng 11, 1987 | 5    | 0   | UDRA              |
|    |    |                   |                   |      |     |                   |
| 2  | HV | Ivonaldo          | 5 tháng 5, 1993   | 17   | 0   | UDRA              |
| 3  | HV | Vavá Pequeno      | 5 tháng 2, 1994   | 6    | 0   | Praia Cruz        |
| 4  | HV | Trauré            | 16 tháng 2, 1995  | 0    | 0   | Aliança Pantufo   |
| 5  | HV | Jardel            | 16 tháng 5, 1995  | 3    | 0   | Saburtalo Tbilisi |
| 13 | HV | Dilson            | 16 tháng 9, 1999  | 9    | 0   | UDRA              |
|    |    |                   |                   |      |     |                   |
| 6  | TV | Lúcio             | 26 tháng 11, 1992 | 2    | 0   | Ferreiras         |
| 7  | TV | Joel              | 1 tháng 5, 1996   | 1    | 0   | Loures            |
| 8  | TV | Jocy (đội trưởng) | 19 tháng 1, 1991  | 28   | 1   | UDRA              |
| 11 | TV | Harramiz          | 3 tháng 8, 1990   | 14   | 1   | Estoril Praia     |
| 16 | TV | Maú               | 13 tháng 7, 2000  | 1    | 0   | Cova da Piedade   |
| 17 | TV | Tinho             | 8 tháng 9, 1992   | 3    | 0   | Porto Real        |
| 18 | TV | Iniesta           | 21 tháng 10, 1992 | 5    | 1   | UDRA              |
| 19 | TV | Pogba             | 16 tháng 7, 2000  | 5    | 0   | Porto Real        |
|    |    |                   |                   |      |     |                   |
| 9  | TĐ | Edmílson Viegas   | 29 tháng 10, 1996 | 1    | 0   | Resende           |
| 10 | TĐ | Luís Leal         | 29 tháng 5, 1987  | 15   | 6   | Tijuana           |
| 14 | TĐ | Ronaldo           | 11 tháng 7, 2001  | 1    | 0   | GRAP              |
| 15 | TĐ | Vando             | 24 tháng 7, 1992  | 5    | 0   | UDRA              |
| 20 | TĐ | Zé                | 22 tháng 12, 1991 | 21   | 3   | Santana           |

### Triệu tập gần đây
| Vt | Cầu thủ            | Ngày sinh (tuổi)  | Số trận | Bt | Câu lạc bộ      | Lần cuối triệu tập                   |
| -- | ------------------ | ----------------- | ------- | -- | --------------- | ------------------------------------ |
| TM | Tavinho            | 3 tháng 3, 1995   | 2       | 0  | Trindade        | v. Nam Phi, 13 tháng 11 năm 2020 PRE |
|    |                    |                   |         |    |                 |                                      |
| HV | Junior             | 5 tháng 11, 1994  | 0       | 0  | Vitória Riboque | v. Nam Phi, 13 tháng 11 năm 2020 PRE |
| HV | Jú                 | 7 tháng 8, 1992   | 9       | 0  | Fabril Barreiro | v. Ghana, 18 tháng 11 năm 2019       |
| HV | Jordão Diogo       | 12 tháng 11, 1985 | 8       | 0  | Needham Market  | v. Ghana, 18 tháng 11 năm 2019       |
| HV | Charles Monteiro   | 25 tháng 5, 1994  | 5       | 0  | Atlético CP     | v. Ghana, 18 tháng 11 năm 2019       |
|    |                    |                   |         |    |                 |                                      |
| TV | Marcos             | 29 tháng 7, 1995  | 8       | 1  | Real            | v. Nam Phi, 13 tháng 11 năm 2020 PRE |
| TV | Bobó               | 8 tháng 6, 1990   | 1       | 0  | Monte Café      | v. Nam Phi, 13 tháng 11 năm 2020 PRE |
| TV | Dany               | 2 tháng 4, 2000   | 0       | 0  | 6 de Setembro   | v. Nam Phi, 13 tháng 11 năm 2020 PRE |
| TV | Ludgério Silva RET | 14 tháng 8, 1986  | 6       | 1  | Đã giải nghệ    | v. Ghana, 18 tháng 11 năm 2019       |
|    |                    |                   |         |    |                 |                                      |
| TĐ | Gilson             | 24 tháng 8, 1998  | 0       | 0  | Inter Bom-Bom   | v. Nam Phi, 13 tháng 11 năm 2020 PRE |
| TĐ | Jessi Tati         | 16 tháng 4, 1991  | 1       | 0  | Pampilhosa      | v. Ghana, 18 tháng 11 năm 2019       |